# Giải Grammy lần thứ 66
Lễ trao giải Grammy thường niên lần thứ 66 của Viện hàn lâm Khoa học và Nghệ thuật Thu âm Quốc gia (NARAS) nhằm tuyên dương những bản sáng tác, thu âm và những nghệ sĩ xuất sắc nhất trong năm 2023 đã được tổ chức vào ngày 4 tháng 2 năm 2024 tại Vũ đài Crypto.com, thành phố Los Angeles, tiểu bang California, Hoa Kỳ. Đây là lần thứ 21 buổi lễ được tổ chức tại đây. Buổi lễ sẽ được truyền hình trực tiếp tại Hoa Kỳ bởi đài truyền hình CBS cùng với Paramount+ với thời gian đề cử bắt đầu từ ngày 1 tháng 10 năm 2022 đến ngày 15 tháng 9 năm 2023.

## Thay đổi
Trong lễ trao giải lần này, Viện Hàn lâm đã thông báo một vài sự thay đổi đối với những hạng mục khác nhau và định chọn đề cử:

### Hạng mục
- Thêm ba hạng mục mới, bao gồm có Trình diễn nhạc châu Phi xuất sắc nhất, Album alternative jazz xuất sắc nhất và Thu âm nhạc dance-pop xuất sắc nhất.

- Hai hạng mục, Nhà sản xuất của năm và Nhạc sĩ của năm sẽ được chuyển sang Lĩnh vực chung và có thể được bầu chọn bởi toàn bộ cử tri của Grammy.

- Lượng đề cử của cả bốn hạng mục lớn (Album của năm, Thu âm của năm, Bài hát của năm và Nghệ sĩ mới xuất sắc nhất) sẽ giảm từ 10 xuống còn 8 đề cử.

- Để tác phẩm có thể đủ điều kiện đề cử cho hạng mục Album của năm, các nghệ sĩ [chính], nghệ sĩ nổi bật, nhạc sĩ, nhà sản xuất, kỹ sư âm thanh và nhà hòa âm sẽ phải đánh tổng cộng 20% thời lượng của album. Trước đó, tại hai giải Grammy gần đây không hề có yêu cầu về mức độ tham gia tối thiểu.

- Hạng mục Phim âm nhạc xuất sắc nhất sẽ loại bỏ yêu cầu tác phẩm phải có 51% tài liệu dựa trên thành tích để đủ điều kiện.

- Album nhạc Mexico và Tejano địa phương xuất sắc nhất sẽ được đổi tên thành Album nhạc mexico và tejano xuất sắc nhất.

- Hạng mục Ứng tác đơn ca jazz xuất sắc nhất sẽ được đổi tên thành Trình diễn đơn ca jazz xuất sắc nhất.

### Lĩnh vực
Tổng số lĩnh vực trên lá phiếu của Grammy sẽ giảm từ 26 xuống còn 11 lĩnh vực (không tính cả Lĩnh vực chung). Viện Hàn lâm giải thích điều này được thực hiện để bảo đảm cho tất cả các cử tri bầu chọn đều có thể thực hiện và bố trí toàn bộ mười phiếu bầu của riêng họ. Cũng vì trước đây, do các lĩnh vực chỉ có mỗi một hạng mục duy nhất khiến cho nhiều cử tri yêu cầu ngăn chặn những lĩnh vực này. Ngoài các phiếu bầu của cử tri trong lĩnh vực chung, các cử tri còn có thể bỏ tối đa thêm 10 phiếu bầu hạng mục thể loại trải rộng trên ba lĩnh vực tối đa.
| Lĩnh vực                                                               | Số hạng mục |
| ---------------------------------------------------------------------- | ----------- |
| Gói thu âm, Chú lót, Lịch sử                                           | 4           |
| Nhạc Phúc âm, Cơ đốc đương đại                                         | 5           |
| Nhạc Pop, Dance & Điện tử                                              | 6           |
| Nhạc Rock, Metal & Alternative                                         | 6           |
| Sản xuất, Xây dựng, Nhạc sĩ & Biên khúc                                | 8           |
| Nhạc Cổ điển                                                           | 8           |
| Nhạc Jazz, Pop truyền thống, Nhạc khí đương đại & Nhạc kịch            | 9           |
| Nhạc Thiếu nhi, Kịch hài, Spoken word, Nhạc phim và Video/Phim Âm nhạc | 9           |
| Nhạc R&B, Rap & Thơ nói                                                | 10          |
| Nhạc Latin, Thế giới, Châu Phi, Reggae, New-age, Ambient và Vịnh xướng | 10          |
| Nhạc Đồng quê, Nhạc Dân gian Mỹ                                        | 13          |

### Điều kiện đề cử
Viện Hàn lâm đã từng chỉ định rằng, chỉ có những tác phẩm được tạo ra bởi con người mới có thể đủ điều kiện để được đề cử hoặc đoạt giải Grammy. Một tác phẩm không có quyền tác giả và được làm ra bởi con người sẽ không thể đủ điều kiện trên toàn bộ hạng mục. Nhưng nếu tác phẩm đó có sự trợ giúp từ trí tuệ nhân tạo thì có thể đủ điều kiện và áp dụng trên một số hạng mục nhất định. Tuy nhiên, những yếu tố đó cũng có những giới hạn như:
- Yếu tố về quyền tác giả từ con người trong tác phẩm phải có giá trị và hơn mức tối thiểu.[a]

- Yếu tố quyền tác giả từ con người phải có liên quan đến hạng mục mà tác phẩm đó được đưa vào.[b]

- Nếu tác giả có sử dụng bất kỳ kỹ thuật trí tuệ nhân tạo vào trong tác phẩm đều sẽ không đủ điều kiện để được đề cử hay nhận giải Grammy trừ khi 20% đóng góp của họ được có mặt trong tác phẩm đó.

## Đề cử và lĩnh vực
Lần bỏ phiếu đầu tiên sẽ diễn ra từ ngày 11 tháng 10 đến ngày 20 tháng 10 năm 2023 với các đề cử sẽ được công bố vào ngày 10 tháng 11 năm 2023. Lần bỏ phiếu thứ hai diễn ra từ ngày 14 tháng 12 năm 2023 đến ngày 4 tháng 1 năm 2024 với danh sách tác phẩm và nghệ sĩ được cuộc sẽ được công bố tại Lễ trao giải Grammy.

### Lĩnh vực chung
| Album của năm        | Nghệ sĩ mới xuất sắc nhất |
| Thu âm của năm       | Bài hát của năm           |
| Nhà sản xuất của năm | Nhạc sĩ của năm           |

### Lĩnh vực khác
| Album thiếu nhi xuất sắc nhất       | Album hài kịch xuất sắc nhất                  |
| Album spoken word xuất sắc nhất     | Tác phẩm biên soạn xuất sắc nhất cho phim ảnh |
| Nhạc nền xuất sắc nhất cho phim ảnh | Nhạc nền hay nhất cho trò chơi điện tử        |
| Ca khúc nhạc phim hay nhất          | Video âm nhạc xuất sắc nhất                   |
| Phim âm nhạc xuất sắc nhất          |                                               |

### Lĩnh vực cổ điển
| Trình diễn dàn nhạc xuất sắc nhất     | Thu âm opera xuất sắc nhất                     |
| Trình diễn hợp xướng xuất sắc nhất    | Trình diễn thính phòng/nhóm nhạc xuất sắc nhất |
| Đơn ca nhạc khí cổ điển xuất sắc nhất | Album giọng cổ điển xuất sắc nhất              |
| Tổng hợp cổ điển xuất sắc nhất        | Tác phẩm cổ điển đương đại xuất sắc nhất       |

### Lĩnh vực Hoa Kỳ
| Album đồng quê xuất sắc nhất             | Bài hát đồng quê xuất sắc nhất                       |
| Trình diễn đơn ca đồng quê xuất sắc nhất | Trình diễn song tấu hoặc nhóm nhạc đồng quê hay nhất |
| Album nhạc americana xuất sắc nhất       | Bài hát dân gian Mỹ xuất sắc nhất                    |
| Trình diễn americana xuất sắc nhất       | Trình diễn dân gian Mỹ xuất sắc nhất                 |
| Album bluegrass xuất sắc nhất            | Album dân ca hay nhất                                |
| Album blues truyền thống xuất sắc nhất   | Album blues đương đại xuất sắc nhất                  |
| Album dân gian địa phương hay nhất       |                                                      |

### Lĩnh vực tôn giáo
| Album Phúc âm xuất sắc nhất                  | Album cơ đốc đương đại xuất sắc nhất     |
| Album phúc âm dân ca hay nhất                | Trình diễn/Bài hát Phúc âm xuất sắc nhất |
| Trình diễn/Bài hát cơ đốc đương đại hay nhất |                                          |

### Lĩnh vực nhạc nhẹ
| Album giọng jazz xuất sắc nhất       | Album jazz alternative xuất sắc nhất       |
| Album jazz latin xuất sắc nhất       | Album đồng diễn jazz lớn xuất sắc nhất     |
| Album nhạc khí jazz xuất sắc nhất    | Album nhạc khí đương đại xuất sắc nhất     |
| Trình diễn đơn ca jazz xuất sắc nhất | Album giọng pop truyền thống xuất sắc nhất |
| Album nhạc kịch xuất sắc nhất        |                                            |

### Lĩnh vực đa thể loại
| Album nhạc pop Latinh xuất sắc nhất       | Album Latin rock hoặc alternative hay nhất |
| Album tropical latin xuất sắc nhất        | Album nhạc urban xuất sắc nhất             |
| Album nhạc mexico và tejano xuất sắc nhất | Album nhạc reggae xuất sắc nhất            |
| Album nhạc thế giới xuất sắc nhất         | Album new-age xuất sắc nhất                |
| Trình diễn nhạc thế giới xuất sắc nhất    | Trình diễn nhạc châu Phi xuất sắc nhất     |

### Lĩnh vực sản phẩm
| Album lịch sử xuất sắc nhất | Chú lót Album xuất sắc nhất                    |
| Gói thu âm xuất sắc nhất    | Gói giới hạn đặc biệt/Bộ đĩa đóng hộp hay nhất |

### Lĩnh vực nhạc điện
| Album giọng pop xuất sắc nhất       | Album nhạc điện tử/dance xuất sắc nhất               |
| Trình diễn đơn ca pop xuất sắc nhất | Trình diễn song tấu hoặc nhóm nhạc pop xuất sắc nhất |
| Thu âm nhạc dance xuất sắc nhất     | Thu âm nhạc dance-pop xuất sắc nhất                  |

### Lĩnh vực đội ngũ
| Nhà sản xuất cổ điển của năm            | Thu âm phối lại xuất sắc nhất            |
| Album âm thanh vòm xuất sắc nhất        | Tác phẩm nhạc khí xuất sắc nhất          |
| Album xây dựng cổ điển xuất sắc nhất    | Album xây dựng xuất sắc nhất             |
| Cải biên, nhạc khí và hát chay hay nhất | Cải biên nhạc khí có ca sĩ xuất sắc nhất |

### Lĩnh vực thông điệp
| Album R&B xuất sắc nhất      | Album urban đương đại xuất sắc nhất       |
| Album rap xuất sắc nhất      | Album thơ nói xuất sắc nhất               |
| Trình diễn R&B xuất sắc nhất | Trình diễn R&B truyền thống xuất sắc nhất |
| Trình diễn rap xuất sắc nhất | Trình diễn hát rap xuất sắc nhất          |
| Bài hát R&B xuất sắc nhất    | Bài hát rap xuất sắc nhất                 |

### Lĩnh vực nhạc nặng
| Album rock xuất sắc nhất             | Bài hát rock hay nhất                     |
| Trình diễn rock xuất sắc nhất        | Trình diễn metal xuất sắc nhất            |
| Album nhạc alternative xuất sắc nhất | Trình diễn nhạc alternative xuất sắc nhất |